# Peter Nikolaus Heikenwälder
Peter Nikolaus Heikenwälder (* 23. Mai 1972 in Hamburg) ist ein deutscher Maler und Grafiker.

## Leben
Heikenwälder studierte von 1997 bis 2003 an der Hochschule für Bildende Künste Braunschweig bei Friedemann von Stockhausen und Klaus Stümpel. Von 2007 bis 2008 hatte Heikenwälder einen Lehrauftrag für Malerei an der Universität Flensburg. Seit 2003 lebt und arbeitet er in Hamburg.

## Publikationen
- Winter Hud. Appelhans Verlag, Braunschweig 2003, ISBN 3-930292-92-0.
- mit Text von Carolyn Heinz, Hartwin Gromes: Ungeklärt. Peter Nikolaus Heikenwälder. Ausstellung Horror Vacui von Svenja Maaß und Peter Nikolaus Heikenwälder 2007, Stadt Salzgitter, Appelhans Verlag, Braunschweig 2007, ISBN 978-3-937664-62-0.
- mit Texten von Benjamin Fellmann, Alexander Meier-Dörzenbach: Peter Nikolaus Heikenwälder. emergency apple. Ausstellung in der Galerie Carolyn Heinz 2009, Kerber Verlag, Bielefeld 2009, ISBN 978-3-86678-355-3.
- mit Johannes Spallek, Oliver Mesch: Peter Nikolaus Heikenwälder. C. Ausstellung in der Galerie in der Wassermühle 2011, Trittau 2011.